# Cucullaea
Cucullaea — невеликий рід морських двостулкових молюсків ряду Arcida. Він належить до монотипної родини Cucullaeidae.

## Види
Всесвітній реєстр морських видів перераховує наступні види :
- † Cucullaea elegans (Fischer)[2]
- † Cucullaea gigantea Conrad, 1862[3]
- Cucullaea granulosa Jonas, 1846 [4]
- Cucullaea labiata Lightfoot, 1786) [4]
- Cucullaea petita Iredale, 1939 [4]
- Cucullaea vaga Iredale, 1930 [4]